# Zifiídeos
Zifiídeos (Ziphiidae) é uma família de cetáceos dentados. Estes animais discretos, raramente observados no mar, possuem dimensões apreciáveis (de 4 a 12,8 metros para a baleia-bicuda-de-baird, para um peso de 1 a 10 toneladas). Podem também ser chamadas de baleias-bicudas, zífios, baleias-nariz-de-garrafa e baleias-de-bico, por possuírem um focinho pronunciado.
Apesar de raros actualmente, embora existam 21 espécies o que faz a segunda família mais numerosa de cetáceos (a seguir aos delfinídeos). Os zifídeo eram o grupo de cetáceos odontocetes com maior diversidade durante o Miocénico.
Esta família é composta pelos seguintes géneros:
- Berardius Duvernoy, 1851
- Hyperoodon Lacépède, 1804
- Indopacetus Moore, 1968
- Mesoplodon Gervais, 1850
- Tasmacetus Oliver, 1937
- Ziphius G. Cuvier, 1823
- Globicetus Bianucci et al., 2013
- Imocetus  Bianucci et al., 2013
- Choneziphius
- Tusciziphius